# 靖國功臣

靖國功臣（：／），是指1506年朝鲜王朝「中宗反正」事件中，推翻國王燕山君，擁立晉城大君即位為中宗的两班文武大臣。
- 一等功臣（5名）：朴元宗、成希顏、柳順汀、張珽、洪景舟
- 二等功臣（13名）：雲水君、沈順徑、邊脩、崔漢洪、尹衡老、曹繼商、柳洵、金壽童、金勘、李誡、李季男、具壽永、李𤂾
- 三等功臣（31名）：高守謙、沈亨、黄坦、柳世雄、柳繼宗、尹士貞、李𦸂、李軾、閔懷發、閔懷昌、許磉、張温、具賢暉、白壽長、李克正、李碩蕃、金友曾、李蓀、申浚、鄭眉壽、朴楗、宋軼、姜渾、韓恂、柳涇、金壽卿、鄭允謙、金敬義、李菡、沈貞、尹湯老
- 四等功臣（65名）：卞儁、邊士謙、韓叔昌、朴而儉、柳濚、成希雍、尹衡、辛允文、洪景霖、姜澬、尹金孫、柳應龍、尹坦、申壽麟、趙世勳、韓世昌、李孟友、尹汝弼、孫仝、柳承乾、李盛同、李宗義、許礦、李翰元、柳泓、李夔、成瑮、趙元倫、金瑄、閔孝曾、尹璋、曹繼衡、李堣、金克成、黃孟獻、成夢井、李世應、張漢公、韓斯文、金任、朴永昌、朴永蕡、曹繼殷、李讜、朴而温、李希雍、李誠彥、辛殷尹、尹煕平、康允禧、李敞、崔有井、蔡壽、禹鼎、文致、徐敬生、金繼恭、金叔孫、金銀、任元山、權鈞、金俊孫、金碔、潘佑亨、李坤